# Carolina de Waldeck-Pyrmont
Carolina de Waldeck i Pyrmont (14 d'agost de 1748 - Lausana 18 d'agost de 1782), va ser una duquessa consort de Curlàndia i Semigàlia.
Es va casar amb el futur duc de Curlàndia, Peter von Biron, el 15 d'octubre de 1765. Ella era la cinquena filla de Carles August de Waldeck i Pyrmont, i Cristina Enriqueta de Birkenfeld-Bischweiler. La relació entre Carolina i Peter era infeliç, ell va abusar d'ella en estat d'embriaguesa. Carolina i Peter es van divorciar el 15 de maig de 1772.